# Avsakraliserade och rivna kyrkor i Stockholm
Avsakraliserade och rivna kyrkor i Stockholm handlar om en lång rad kyrkor, kyrksalar, kapell, missionshus och andra samlingslokaler, som under årens lopp har avsakraliserats och/eller rivits. 
Merparten av dessa lokaler finns omnämnda under Kategori:Ej längre existerande kyrkobyggnader i Stockholm.
Ytterligare exempel är:
- Elimkyrkan i Gröndal (en numera riven baptistkyrka, som låg på Gröndalsvägen 60, vid nuvarande uppfarten till Essingeleden)
- Missionshuset i Årstadal (som invigdes 1883 och efterträddes cirka 1950–1967 av Missionskyrkan Sankt Markus i Midsommarkransen)
- Missionshyddan på Kungsholmen
- Saron i Vasastan (Stockholms åttonde baptistförsamling som bildades 1911, vars kyrksal var en källarlokal i ett hus på Birger Jarlsgatan 99B)